# Acacia melanoxylon
Acacia melanoxylon es una acacia, (nombre que comparte con otras especies) o acacia negra. Es una especie nativa del este de Australia. Conocida en aquel país como "madera negra de Tasmania", (en inglés, 'Tasmanian blackwood'). Los aborígenes la llaman mudgerabah. Este árbol crece rápido y alto, a más de 45 m. Tiene amplia tolerancia a una gran diversidad de ambientes, pero prospera mejor en climas fríos. De hoja perenne. 
En muchos países puede transformarse en una especie invasora. Su control en campos naturales y cultivados ocasiona altos costos. No obstante, su valor como madera y como cultivo precedente en una secuencia de futuras plantaciones de árboles nativos han dado resultados económicos positivos.

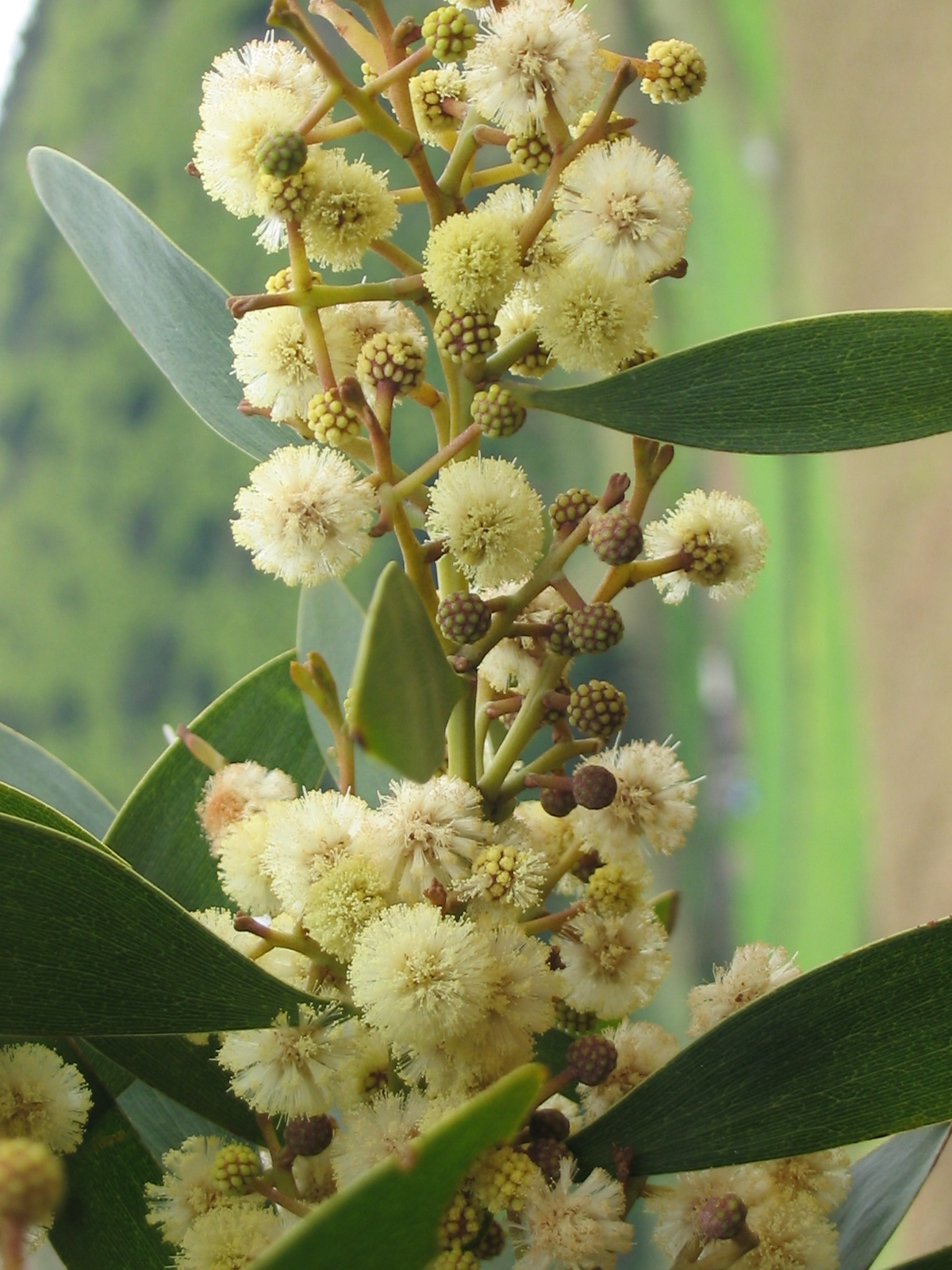
Flores

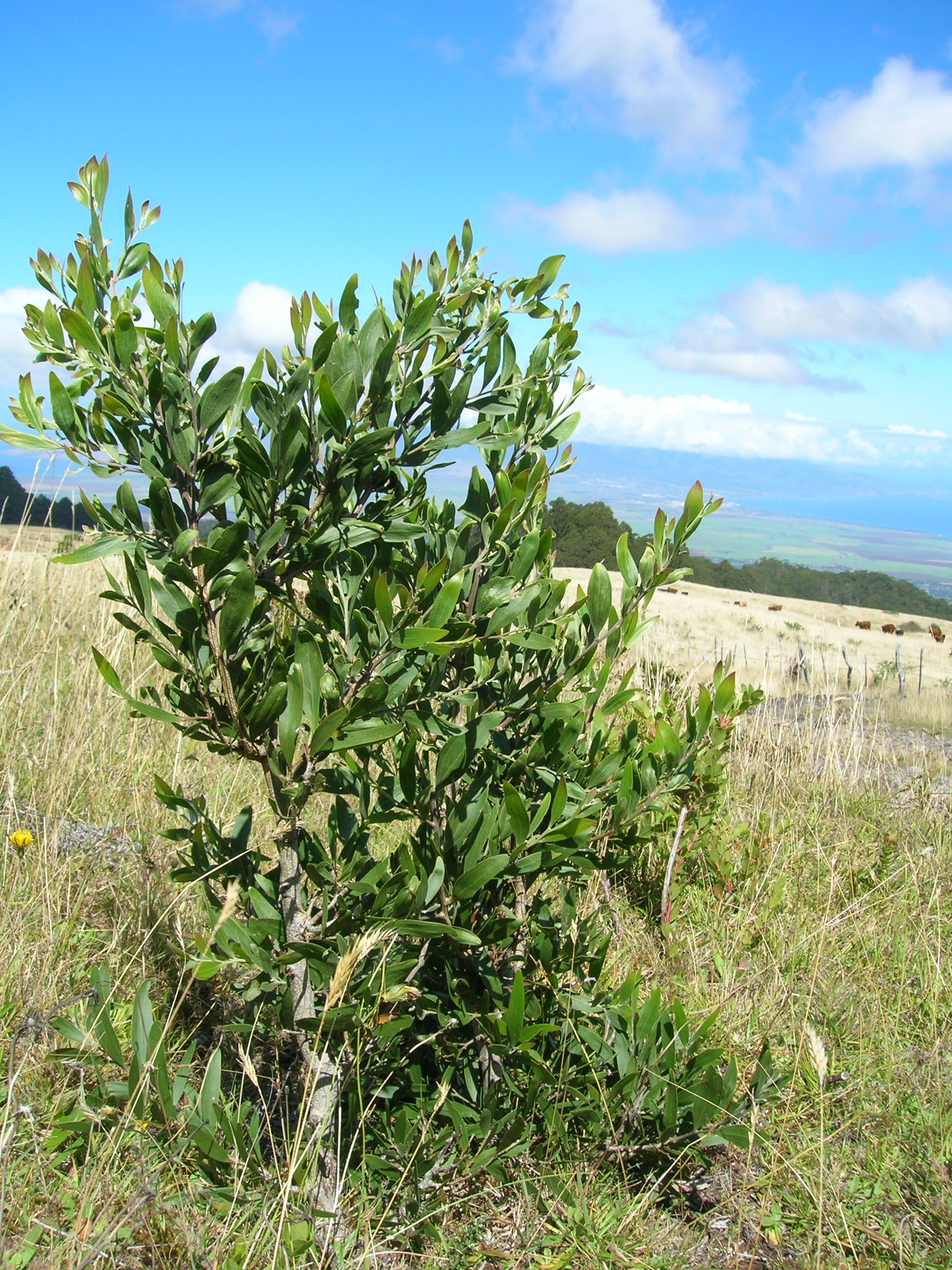
Vista del árbol

## Descripción
Glabro, perennifolio de 8 a 15 (hasta 45) m de alto; fuste recto, copa densa y piramidal a cilíndrica, a veces con pocas ramas muy pesadas. Tiene un sistema radicular extenso, denso, con raíces fuertes superficiales. Las hojas son bipinnadas en las plantas o ramas jóvenes. Las plantas adultas, en cambio, reemplazan las hojas por filodios. Los filodios tienen de 7 a 10 cm largo, son grisáceos a verde negruzcos, rectos a suavemente curvos, con 3 a 7 venas prominentes longitudinales y finas venas entre ellos; bipinnadas en plantas jóvenes. Las flores son de color amarillo pálido. Se disponen en cabezuelas globulares. Los frutos son vainas de color pardo-rojizo, retorcidas, más angostas que los filodios. Las semillas son chatas, redondeadas, negras, de 2 a 3 mm longitud.

## Reproducción
Dispersión de semillas: tiene hilos rojo rosados alrededor de las semillas, que atraen pájaros para la dispersión de las semillas. Cuando las aves de los países que hospedan, se adaptan a comerlas, entonces las semillas se dispersan ampliamente, como ha pasado en Sudáfrica. Si no existen los frugívoros entonces se almacenan en el suelo. Los bancos de semilla se mantienen viables por muchos años. Las semillas germinan fácilmente cuando se colocan en agua muy caliente por una noche, o cuando el banco de semillas en el suelo se expone al sol, o después de un incendio (Hill, 1982). Acacia melanoxylon se reproduce prolíficamente después del fuego.
Las semillas pueden dispersarse por los siguientes métodos
- Digestión/excreción: aves (ingieren semillas con las marquitas rojo rosáceas), primates (ingieren semillas).
- Por motivos ornamentales: invernáculos, paisajismo, distribuidores de semilla de árboles.
- Residuos de jardinería.
- Rodados de vehículos.
- Corrientes de agua: todo lo que flota. (Geldenhuys, pers.comm. 2003).
- Viento.

Se puede multiplicar vegetativamente.

## Toxicidad
Acacia melanoxylon puede contener derivados de la dimetiltriptamina y glucósidos cianogénicos, cuya ingestión puede suponer un riesgo para la salud.

## Usos
Los aborígenes australianos lo utilizaban como analgésico. 
La madera es muy buena para muchos usos, incluyendo muebles, herramientas, botes y barriles de madera. Es considerada de la misma calidad que la madera de nogal y es muy adecuada para darle formas curvas con vapor de agua. La corteza tiene un contenido en taninos de aproximadamente 20%.

## Taxonomía
Acacia melanoxylon fue descrita por Robert Brown y publicado en Hortus Kewensis; or, a Catalogue of the Plants Cultivated in the Royal Botanic Garden at Kew. London (2nd ed.) 5: 462. 1813.
Etimología
Ver: Acacia: Etimología
melanoxylon: epíteto latino que significa "con madera negra".
Sinonimia:
- Acacia arcuata Spreng.
- Acacia melanoxylon var. arcuata (Spreng.) Ser.
- Acacia melanoxylon var. obtusifolia Ser.
- Acacia melanoxylum R.Br.
- Mimosa melanoxylon (R.Br.) Poir.
- Mimosa melanoxylum Poir.
- Racosperma melanoxylon (R.Br.) C.Mart.
- Racosperma melanoxylon (R.Br.) Pedley[5]

## Especie invasora
Se ha introducido en muchos países para plantaciones forestales y como árbol ornamental. Ahora está presente en África, Asia, Europa, zonas insulares del Océano Índico y el Océano Pacífico, América del Sur y Estados Unidos. Es una especie de maleza nociva declarada en Sudáfrica y es una plaga en las islas Azores de Portugal. Recientemente, el Consejo de Plantas Invasoras de California (Cal-IPC) la incluyó como una maleza invasora que puede causar un impacto limitado (Knapp 2003). Su uso como árbol de la calle se está eliminando gradualmente en algunos lugares debido al daño que a menudo causa en las aceras y las tuberías subterráneas. En algunas regiones de Tasmania, la Acacia melanoxilon ahora se considera una plaga, así como en Chile la Corporación Nacional Forestal ha desarrollado proyectos para su erradicación.